# یواس‌اس دلفین (۱۸۳۶)
یواس‌اس دلفین (۱۸۳۶) (به انگلیسی: USS Dolphin (1836)) یک کشتی بود که طول آن ۸۸ فوت (۲۷ متر) بود. این کشتی در سال ۱۸۳۶ ساخته شد.